# Victorious
Victorious [vɪkˈtɔːɹiəs] (englisch victorious „siegreich“) ist eine US-amerikanische Teen- und Musical-Sitcom, die vom Alltag und den Abenteuern von sieben Schülern und Schülerinnen der Schauspielschule Hollywood Arts in Los Angeles erzählt. Victorious soll als witzige und sympathische Serie die Erfahrungen und Träume der Zielgruppe authentisch widerspiegeln. Die Serie wurde von Dan Schneider entwickelt, der schon an den Produktionen von iCarly, Zoey 101 und Drake & Josh beteiligt war.
Die erste Folge wurde am 27. März 2010 von dem US-amerikanischen Fernsehsender Nickelodeon ausgestrahlt. Die deutschsprachige Erstausstrahlung fand am 29. August 2010 auf Nickelodeon Deutschland statt. Am 10. August 2012 wurde die Einstellung der Serie nach vier Staffeln und 60 Episoden bekannt gegeben. Das Serienfinale wurde am 2. Februar 2013 in den Vereinigten Staaten ausgestrahlt.
Ungeachtet einiger negativer Kritiken erhielt die Serie unter anderem zwei Nominierungen für den Emmy-Award als beste Kindersendung. Kritiker lobten vor allem die Leistung der Hauptdarstellerin Victoria Justice. 2013 wurde mit Sam & Cat ein Spin-off zu Victorious und iCarly gestartet, in dem Ariana Grande und Jennette McCurdy ihre Rollen aus ebendiesen Serien wieder aufnahmen.

## Handlung
Die Serie erzählt von sieben Schülern der fiktiven Privat-High-School „Hollywood Arts“ in Los Angeles, an der unter anderem Schauspiel, Tanz und Gesang für künstlerisch begabte Schüler unterrichtet wird. Im Mittelpunkt steht die 16-jährige Tori Vega, die zusammen mit ihren Freunden den Alltag an der Schauspielschule meistern muss.
Die Handlung beginnt am Tag einer Talentveranstaltung, die von der Hollywood Arts abgehalten wird. Tori tritt hierbei anstelle ihrer Schwester Trina auf und darf daraufhin aufgrund ihrer überzeugenden Darbietung die Hollywood Arts besuchen. In den nachfolgenden Episoden stürzen sich Tori und ihre neu gewonnenen Freunde in lustige und oft skurrile Abenteuer.
Die Folgen sind in sich geschlossen und kehren an ihrem Ende im Wesentlichen zur Ausgangssituation zurück. Hierbei werden auch Anschlussfehler in Kauf genommen.

## Figuren

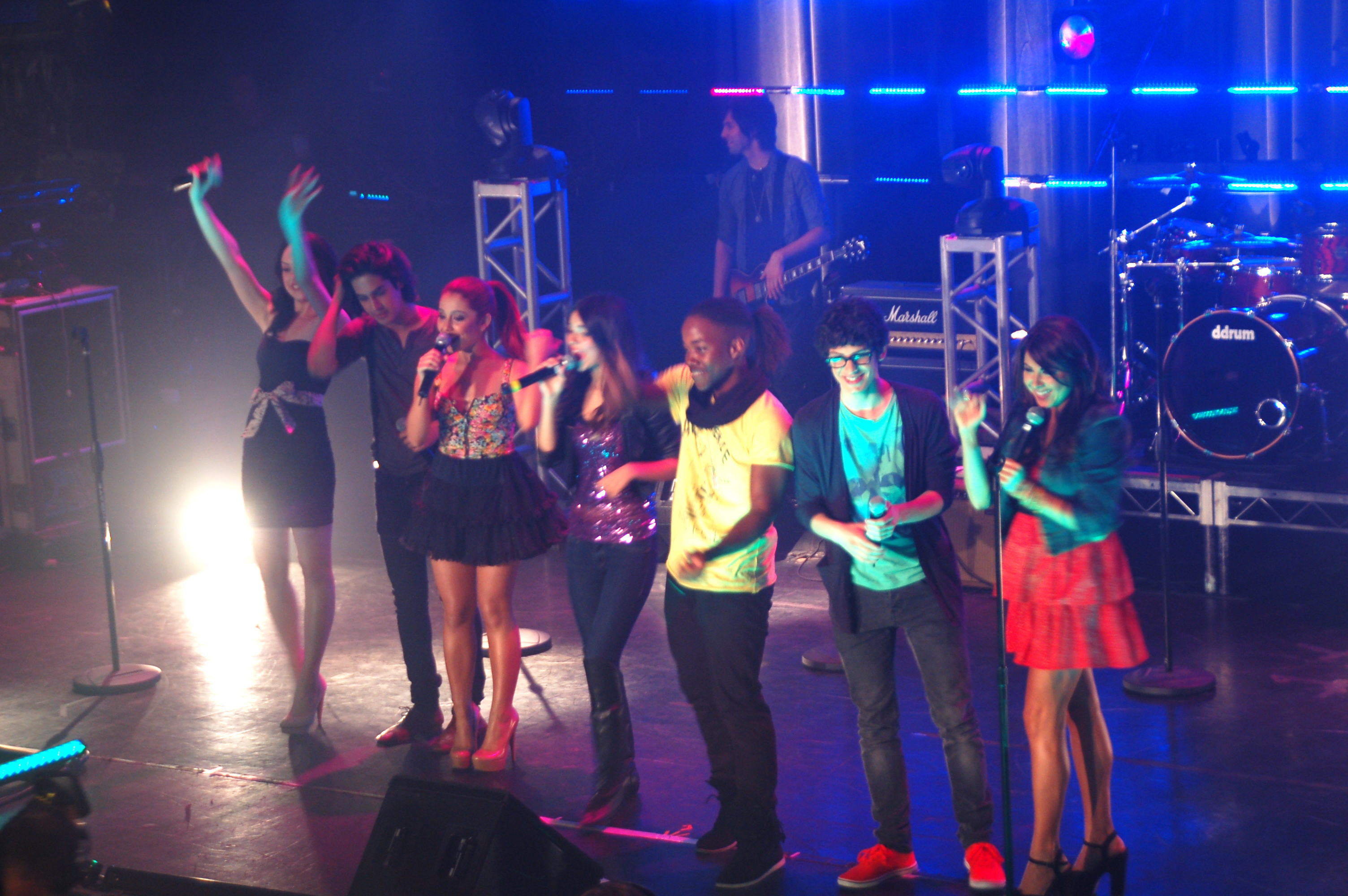
Ein Konzertauftritt der Hauptbesetzung der Serie im Mai 2011

Die Hauptfiguren von Victorious sind sieben Schüler der High School Hollywood Arts. Dieser Personenkreis besteht aus der Protagonistin Tori Vega, ihren Freunden André Harris, Robbie Shapiro, Cat Valentine, Beck Oliver sowie Toris Rivalin, Jade West und Trina Vega, Toris Schwester. Die Handlung der einzelnen Folgen bezieht sich meist auf die Hauptfigur, wenngleich der Fokus einzelner Geschichten bisweilen auf anderen Figuren liegt.
Tori Vega
Tori Vega kommt zu Beginn der Serie neu auf die Hollywood Arts. Bisher wuchs sie im Schatten ihrer älteren Schwester Trina auf. Sie ist ein normales Mädchen, manchmal etwas unsicher und nicht fehlerlos, dennoch ist sie immer für ihre Freunde da, hilft bei ihren Problemen und hält die gesamte Gruppe zusammen. Sie ist intelligent, optimistisch, freundlich und kreativ. Ihre Liebe gilt der Musik. Sie hat eine schöne Stimme, sie kann jedoch kein Instrument spielen. Tori ist lateinamerikanischer Abstammung und kann fließend Spanisch sprechen.
André Harris
André Harris ist Toris bester Freund und begleitet sie bei fast allen Liedern. Als talentierter Songwriter und Musiker kann er viele Instrumente spielen, darunter Gitarre, Keyboard und Horn. Er liebt es, auf der Bühne zu stehen und nimmt seine Begabung sehr ernst. André hilft Tori und ihren Freunden oft bei Problemen. Zudem ist er kreativ, charmant und entspannt, weshalb er ein willkommener Zuhörer ist.
Robbie Shapiro
Robbie Shapiro ist ein schüchterner Schüler, dem es im Umgang mit seinen Mitschülern, insbesondere mit Mädchen, an Natürlichkeit fehlt. Als begnadeter Bauchredner trägt er fast immer seine Handpuppe Rex mit sich, die ihm äußerlich ähnelt, charakterlich jedoch scheinbar komplett gegensätzlich ist. In der Rolle der Puppe Rex, die er wie einen richtigen Menschen behandelt, ist Robbie dementsprechend selbstbewusst. Robbie wird oft von Jade schikaniert und ist oft Teil ihrer Witze. Für Cat hat Robbie Gefühle.
Jade West
Jade West ist an der Hollywood Arts aufgrund ihrer Arglist gefürchtet. Dadurch macht sie es den anderen schwer, sie zu mögen. Auch über Robbie und Tori macht sie sich oft lustig. Mit Tori ist sie seit der ersten Begegnung verfeindet, da sie annahm, Tori flirte mit ihrem Freund Beck. Jade und Beck sind, obwohl grundverschieden, bereits mehrere Jahre zusammen. Während der dritten und vierten Staffel waren sie jedoch zwischenzeitlich getrennt. Jade ist eine sehr talentierte Schauspielerin, Sängerin und Drehbuchautorin. Am besten kommt sie mit Cat aus, obwohl diese Jade manchmal fast in den Wahnsinn treibt. Auch mit André versteht sie sich gut.
Caterina „Cat“ Valentine
Cat Valentine ist meistens gut gelaunt, leicht zufriedenzustellen und wird von allen Schülern gemocht. Sie hat starke Stimmungsschwankungen und ist sehr sensibel. Auch ihr Schauspiel ist etwas übertrieben. Wenn Cat sich angegriffen fühlt, reagiert sie regelmäßig mit dem Satz „Was soll das denn bitte bedeuten?!“ (englisch What’s that supposed to mean?!). Cat hat einen Bruder, dem laut ihren Erzählungen oft verrückte Dinge widerfahren.
Beck Oliver
Beck Oliver ist einer der talentiertesten Schauspieler der High School. Als gutaussehender, netter Schüler bleibt er dennoch bescheiden. Von den Mädchen wird er verehrt, was seine Freundin Jade oft eifersüchtig macht. Beck setzt sich oft für Tori ein, wenn Jade ihr zusetzt. Mit André ist er schon seit langer Zeit befreundet. Beck lebt in einem Wohnwagen, da er nicht mehr unter dem Dach der Eltern leben möchte. Er ist gebürtiger Kanadier.
Trina Vega
Trina Vega ist Toris ältere Schwester, die es liebt, im Mittelpunkt zu stehen. Sie ist fest davon überzeugt, ein Star zu werden, scheint jedoch keine Art von Talent zu haben. Trina ist oberflächlich und egozentrisch. In einigen Folgen zeigt sie sich aber auch fürsorglich, wenn sie sich um ihre Schwester kümmert und bei ihren Problemen hilft. Cat ist die Einzige, mit der Trina einigermaßen gut auskommt.
Weitere Figuren
Des Weiteren gehört eine Reihe wiederkehrender Nebenfiguren zum Ensemble der Serie. Zu den wichtigsten zählen der skurrile Schauspiellehrer Erwin Sikowitz, der Vertrauenslehrer Lane Alexander und Sinjin Van Cleef, ein bizarrer Mitschüler.

## Produktion

### Entstehung
Victorious ist nach The Amanda Show, Drake & Josh, Zoey 101, und iCarly die fünfte Serie, die Dan Schneider für Nickelodeon entwickelte. Im Jahr 2005 traf Schneider das erste Mal Victoria Justice, die für die Rolle der Lola Martinez in der Serie Zoey 101 vorsprach. Er war so beeindruckt von ihrer Energie und ihrem Aussehen, dass er ihr die Rolle kurz darauf gab. Nachdem er drei Episoden mit ihr gedreht hatte, sagte er zu Nickelodeon: „Ich habe euren nächsten Star.“
Victoria Justice spielte ihre Rolle bei Zoey 101 weiter, bis die Serie im Jahr 2008 eingestellt wurde. Zur selben Zeit landete Nickelodeons Konkurrent, Disney, große Erfolge mit Hannah Montana und High School Musical. Aufgrund deren Beliebtheit unterzeichnete Nickelodeon 2007 einen Vertrag mit Sony Music Entertainment, bei Musik- und Fernsehprojekten zusammenzuarbeiten. Deshalb wurde Schneider beauftragt, die erste auf Musik basierende Fernsehserie für Nickelodeon zu schreiben. Noch vor dem Ende von Zoey 101 sprach Schneider mit Justice über eine neue Serie mit ihr in der Hauptrolle.
Schneider erkannte, dass viele Kinder und Jugendliche gerne Schauspieler oder Sänger werden möchten. „Wenn ich etwas von Kindern gelernt habe, dann, dass jedes Kind davon träumt eine Berühmtheit zu sein“, so Schneider. Er wollte deshalb eine Serie erschaffen, die dem Zuschauer einen Einblick in das Leben einer berühmten Person gibt. Während des Gesprächs zwischen Schneider und Justice wurden verschiedene Konzepte besprochen. Justice erwähnte dabei, dass sie früher eine Schule für darstellende Künste besucht hatte. Dies inspirierte Schneider dazu, eine Serie über Jugendliche, die eine Schauspielschule besuchen, zu schreiben.
Am 13. August 2008 gab Nickelodeon bekannt, dass Justice den Vertrag für die Serie unterschrieben hat. Sony Music Entertainment ist Co-Produzent der Serie und produziert und veröffentlicht die Musik zur Serie.

### Besetzung
Die meisten Hauptdarsteller der Serie Victorious hatten bereits Auftritte in anderen Nickelodeon-Produktionen. Victoria Justice spielte neben ihrer Rolle als Lola Martinez in Zoey 101 auch kleinere Rollen in den von Nickelodeon produzierten Serien iCarly, True Jackson, The Naked Brothers Band und Troop – Die Monsterjäger. Zudem war sie an der Seite von Avan Jogia im Filmmusical Spectacular! zu sehen. Daniella Monet hatte einen Gastauftritt als Rebecca in drei Folgen der Nickelodeon-Serie Zoey 101. Leon Thomas III spielte in den Musicals The Color Purple und Caroline, or Change mit. Er hatte einen Gastauftritt als Harper bei iCarly und spielte eine kleinere Rolle im Musikfilm Der Klang des Herzens. Elizabeth Gillies und Ariana Grande spielten beide im Broadway-Musical 13 mit. Grande stand vor Victorious als einzige der sieben Hauptdarsteller noch nicht vor der Kamera.
In der Serie traten bereits verschiedene internationale Berühmtheiten wie Jack Black, Ke$ha, Perez Hilton, Shirley Jones und Renée Taylor auf. Zudem erhielten mehrere Schauspieler, die durch andere Nickelodeon-Serien bekannt sind, kleinere Gastauftritte, darunter: Jerry Trainor, Josh Peck, Yvette Nicole Brown, Nathan Kress, Drake Bell und Jennette McCurdy.

### Produktionsprozess
Da Schneider parallel zu Victorious an der Produktion von iCarly beteiligt war, wurden jeweils in etwa fünf Monaten des Jahres alle Victorious-Folgen einer Staffel gedreht.
Zu Beginn wurde das Drehbuch von den Autoren in Gruppenarbeit entworfen und schließlich vom Hauptautor ausformuliert. Anschließend trafen sich die Autoren, Produzenten und die Hauptbesetzung zu einer Leseprobe, dem „Table Read“. Dabei wurden Verfeinerungen am Drehbuch vorgenommen. In derselben Woche begann die Verfilmung der Folge. Dies dauerte in der Regel vier bis fünf Tage. Nachdem die Folge aufgezeichnet war, wurden die Lieder, die in der jeweiligen Episode vorkamen, im Tonstudio nachträglich aufgenommen. Ab diesem Zeitpunkt begannen die Filmeditoren mit dem Schnitt und der Nachbearbeitung der Folge. Dabei waren die Produzenten oft anwesend.
Die Drehbücher der Serie wurden von Dan Schneider, Matt Fleckenstein, Jake Farrow, George Doty IV, Arthur Gradstein, Warren Bell und Christopher J. Nowak geschrieben. Regie führten Steve Hoefer, Russ Reinsel, Adam Weissman, David Kendall und Clayton Boen.

### Dreharbeiten

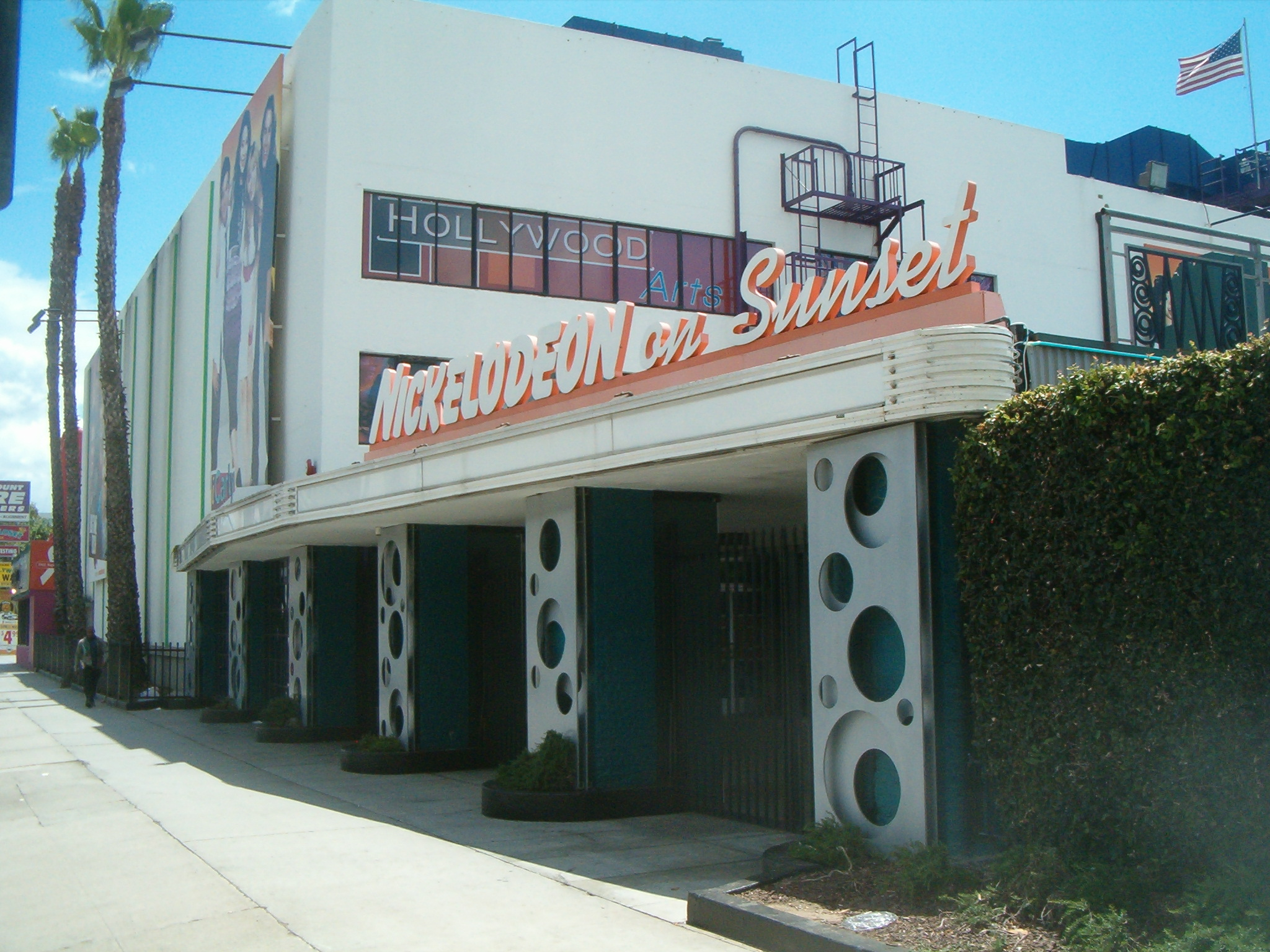
Der Drehort von Victorious, die Nickelodeon Studios am Sunset Boulevard

Victorious spielt hauptsächlich in der Hollywood Arts, deren Kulisse sich in den Nickelodeon Studios am Sunset Boulevard in Hollywood, Kalifornien befindet. Die Außenaufnahmen der Schule stammen von der Burbank High School in der Nähe von Los Angeles. Die Szenen des Asphalt Cafés sowie die meisten Außenszenen werden auf dem Parkplatz der Nickelodeon Studios in Hollywood gedreht.
Die Dreharbeiten der 20 Folgen umfassenden ersten Staffel, begannen am 5. Oktober 2009 und dauerten bis zum 26. März 2010. Am 22. Oktober 2010 gab Dan Schneider die Produktion einer zweiten Staffel mit 13 Folgen bekannt. Gedreht wurde vom 25. Oktober 2010 bis zum 23. Februar 2011. Die dritte und die letzte Staffel wurde von Ende September 2011 bis zum Juli 2012 gedreht.

### Stil
Zwischen einzelnen Szenen werden als Übergänge oft Ausschnitte des Alltags der Hollywood Arts gezeigt. Zudem sieht man während der Folge manchmal Toris Smartphone mit ihrer Stimmung und einer aktuellen Statusmeldungen auf TheSlap.com, einer schulinternen Website, die in Wirklichkeit von Nickelodeon zu Promotionszwecken betrieben wurde. Stand 24. November 2024 ist sie nicht mehr erreichbar.
In Victorious wird wie in anderen Nickelodeon-Serien auf die Vermeidung von Produktplatzierungen geachtet. Das in der Serie verwendete „Pear Phone“ und das „Pear Pad“ sind Anspielungen auf das iPhone und das iPad von Apple (englisch pear ~ Birne, englisch apple ~ Apfel). Sämtliche Computer haben eine Birne auf der Rückseite, die über das Apple-Logo geklebt wurde. Zudem wird der Name des Internet-Videoportals YouTube durch „Splash Face“ ersetzt.

### Musik
Aufgrund der Beliebtheit von Musikserien wollten die Macher von Victorious eine ähnliche Serie produzieren. Neben der Schauspielerei wird so an der Hollywood Arts sehr viel Wert auf die musikalischen Fähigkeiten der Schüler gelegt. Jeder Schüler der Highschool muss mindestens ein Instrument spielen. Um die Lieder optimal zu integrieren, werden in die Handlung der Serie oft Konzerte, Gesangswettbewerbe oder ähnliches eingebaut. Justice sagte, dass in jeder dritten oder vierten Folge ein Lied von einem Hauptdarsteller vorgetragen wird.
Am 2. August 2011 wurde der erste Soundtrack unter dem Namen Victorious: Music from the Hit TV Show zur Serie veröffentlicht. Zudem ist zu ausgewählten Songs aus der Serie eine Singleauskopplung erhältlich. Zu einigen Liedern werden außerdem Musikvideos produziert. Sämtliche Lieder und Musikvideos werden durch die Plattenfirma Sony Music Entertainment veröffentlicht.
Der zweite Soundtrack Victorious 2.0: More Music from the Hit TV Show ist am 5. Juni 2012 in den USA erschienen.
Der dritte Soundtrack Victorious 3.0: Even More Music from the Hit TV Show wurde am 6. November 2012 in den Vereinigten Staaten veröffentlicht. Die erste Singleauskopplung des Soundtracks heißt L.A. Boyz und das Musikvideo zum Lied wurde am 18. Oktober veröffentlicht.
Der Titelsong Make It Shine von Victoria Justice wurde von Dr. Luke und Michael Corcoran geschrieben. Er stieg auf Platz 16 der amerikanischen Billboard Bubbling Under Hot 100 Singles Charts ein. Das Lied Freak the Freak Out aus der Folge Das hässliche Entlein ist auf Platz 78 der US-amerikanischen Billboard Hot 100 eingestiegen und erreichte in der folgenden Woche Platz 50. Die im Jahre 2011 erschienenen Veröffentlichungen Beggin’ on Your Knees und Best Friend’s Brother stiegen auf Platz 58 und Platz 86 der Billboard Hot 100 ein.
Die folgende Tabelle enthält sämtliche Lieder, die im Verlauf der Serie gespielt wurden:
| Nr. Staffel | Nr. Folge | Folge                           | Titel                                       | Interpret                                                                            | Single | Musik- video |
| ----------- | --------- | ------------------------------- | ------------------------------------------- | ------------------------------------------------------------------------------------ | ------ | ------------ |
| 1           | 1         | Die Neue                        | Make It Shine                               | Victoria Justice                                                                     | Ja     | Ja           |
| 1           | 4         | Ein Song für Trina              | You’re the Reason                           | Victoria Justice                                                                     | Ja     | Ja           |
| 1           | 6         | Der Grizzly-Kleber              | Finally Falling                             | Victoria Justice & Avan Jogia                                                        | Nein   | Nein         |
| 1           | 11        | Der große Ping-Pong-Schwindel   | Tell Me That You Love Me                    | Victoria Justice & Leon Thomas III                                                   | Nein   | Nein         |
| 1           | 13        | Das hässliche Entlein, Teil 1   | Give It Up                                  | Elizabeth Gillies & Ariana Grande                                                    | Ja     | Nein         |
| 1           | 14        | Das hässliche Entlein, Teil 2   | Freak the Freak Out                         | Victoria Justice                                                                     | Ja     | Ja           |
| 1           | 16        | Diddly-Bops                     | Song2You                                    | Leon Thomas III & Victoria Justice                                                   | Nein   | Nein         |
| 1           | 16        | Diddly-Bops                     | Kaputtes Glas (Originaltitel: Broken Glass) | Matt Bennett                                                                         | Nein   | Nein         |
| 2           | 1         | Ein Solo für 2                  | Beggin’ on Your Knees                       | Victoria Justice                                                                     | Ja     | Ja           |
| 2           | 3         | Eis für Ke$ha                   | Blow                                        | Ke$ha                                                                                | Nein   | Nein         |
| 2           | 4         | Die Hauptrolle                  | The Captain is She                          | Victoria Justice & Eric Lange                                                        | Nein   | Nein         |
| 2           | 5         | Der Super-Ball                  | Best Friend’s Brother                       | Victoria Justice, Leon Thomas III & Ariana Grande                                    | Ja     | Ja           |
| 2           | 6         | Reise nach Yerba, Teil 1        | All I Want Is Everything                    | Victoria Justice, Ariana Grande, Elizabeth Gillies, Daniella Monet & Leon Thomas III | Ja     | Ja           |
| 2           | 7         | Reise nach Yerba, Teil 2        | I Want You Back                             | Victorious                                                                           | Nein   | Nein         |
| 2           | 8         | Helen                           | Cat’s Broadway Song                         | Ariana Grande                                                                        | Nein   | Nein         |
| 2           | 8         | Helen                           | Make It Shine Remix                         | Victoria Justice & Leon Thomas III                                                   | Nein   | Nein         |
| 2           | 11        | Verliebt in Jade                | 365 Days                                    | Leon Thomas III & Victoria Justice                                                   | Nein   | Nein         |
| 3           | 1         | Die Weihnachtswichtel           | It’s Not Christmas Without You              | Victoria Justice, Ariana Grande, Elizabeth Gillies & Leon Thomas III                 | Ja     | Nein         |
| 3           | 2         | Die Frühstücks-Bande            | Don’t You (Forget About Me)                 | Victoria Justice                                                                     | Nein   | Nein         |
| 3           | 5         | Eine schrecklich fiese Freundin | Countdown                                   | Leon Thomas III & Victoria Justice                                                   | Ja     | Nein         |
| 3           | 7         | Das Date von Tori und Jade      | Take a Hint                                 | Victoria Justice & Elizabeth Gillies                                                 | Ja     | Ja           |
| 3           | 8         | Keiner will den 1. April        | Shut Up N’ Dance                            | Victorious                                                                           | Nein   | Nein         |
| 3           | 9         | Driving Miss Tori               | 5 Fingaz To The Face                        | Victorious                                                                           | Nein   | Nein         |
| 3           | 11        | Platinum für Tori – Teil 1      | Cheer Me Up                                 | Victoria Justice                                                                     | Nein   | Nein         |
| 3           | 12        | Platinum für Tori – Teil 2      | Make It in America                          | Victoria Justice                                                                     | Ja     | Ja           |
| 3           | 14        | Team Blondie                    | I Think You’re Swell                        | Matt Bennett                                                                         | Nein   | Nein         |
| 4           | 4         | Alle Lieben Moose               | L.A. Boyz                                   | Victoria Justice & Ariana Grande                                                     | Ja     | Ja           |
| 4           | 6         | Jade und Beck                   | You Don’t Know Me                           | Elizabeth Gillies                                                                    | Nein   | Ja           |
| 4           | 7         | 1000 Berryballs                 | Here’s To Us                                | Victoria Justice & Leon Thomas III                                                   | Nein   | Ja           |
| 4           | 9         | Der Song und Das Baby           | Faster Than Boyz                            | Victoria Justice & Leon Thomas III                                                   | Nein   | Ja           |
| 4           | 12        | Tori und die Hymne              | Bad Boys                                    | Victoria Justice                                                                     | Nein   | Nein         |

### Einstellung
Am 10. August 2012 wurde die Einstellung der Serie nach vier Staffeln und 60 Episoden bekannt gegeben. Schneider fügte am selben Tag über seinen Blog hinzu, dass der Sender Nickelodeon viele Serien nach 60 Episoden auslaufen lässt und die Einstellung in keinem Zusammenhang mit schlechten Einschaltquoten oder einem Spin-off stehe. Die dritte Staffel wurde nachträglich von Nickelodeon aufgeteilt, so dass die Serie insgesamt über 60 Episoden in vier Staffeln verfügt. Das Serienfinale wurde am 2. Februar 2013 in den Vereinigten Staaten ausgestrahlt.
Justice kommentierte gegenüber dem M Magazine die Einstellung der Serie folgendermaßen: “We will not be expecting a fourth season, this is the first time I’ve talked about it. I just found out a couple of days ago that we’re not coming back. It’s sad because I’ve been with Nickelodeon since I was 12 years old and I became a family with my Victorious cast. We spent a lot of time together and bonded for sure – I’ll look back on the experience very fondly. It’s a little shocking and a little bittersweet, but at the end of the day it might not be such a bad thing – we all want to do our own thing and continue to grow.” (Victoria Justice, deutsch: „Wir werden keine vierte Staffel erwarten, das ist das erste Mal, dass ich darüber spreche. Vor einigen Tagen habe ich herausgefunden, dass wir nicht mehr zurückkommen werden. Das ist traurig, weil ich bei Nickelodeon arbeite seit ich zwölf Jahre alt war und die Besetzung von Victorious wie eine Familie für mich geworden ist. Wir haben zusammen viel Zeit verbracht – Ich schaue liebevoll auf dieses Erlebnis zurück. Es ist ein kleines bisschen schockierend, aber schlussendlich wird es so das Beste sein – wir alle wollen unser eigenes Ding machen und an uns wachsen.“).

### Spin-off
Im August 2012 bestellte der Sender einen Pilotfilm für eine neue Serie mit dem Namen Sam & Cat. Dabei handelt es sich um ein Spin-off der Serien iCarly und Victorious, in welcher Ariana Grande ihre Rolle aus Victorious und Jennette McCurdy ihre Rolle aus iCarly spielt. Das Spin-off handelt von den beiden Protagonistinnen, die ein Babysitter-Unternehmen gründen.

## Synchronisation
Die deutschsprachige Synchronfassung entstand unter der Leitung von Ulrike Lau beim Berliner Unternehmen EuroSync.
Hauptdarsteller
| Rolle          | Schauspieler      | Synchronsprecher                       |
| -------------- | ----------------- | -------------------------------------- |
| Tori Vega      | Victoria Justice  | Tanya Kahana                           |
| André Harris   | Leon Thomas III   | Julius Jellinek                        |
| Robbie Shapiro | Matt Bennett      | Konrad Bösherz Dirk Stollberg (Gesang) |
| Jade West      | Elizabeth Gillies | Annina Braunmiller                     |
| Cat Valentine  | Ariana Grande     | Jill Schulz                            |
| Beck Oliver    | Avan Jogia        | Jan Makino                             |
| Trina Vega     | Daniella Monet    | Magdalena Turba                        |

Nebendarsteller
| Rolle            | Schauspieler      | Synchronsprecher |
| ---------------- | ----------------- | ---------------- |
| Mr. Sikowitz     | Eric Lange        | Bernd Vollbrecht |
| Sinjin van Cleef | Michael Eric Reid | Michael Wiesner  |
| Mr. Vega         | Jim Pirri         | Frank Röth       |
| Holly Vega       | Jennifer Carta    |                  |
| Lane Alexander   | Lane Napper       | Tobias Lelle     |
| Burf             | Darsan Solomon    | Dirk Petrick     |
| Rektor Eikner    | David Starzyk     | Christoph Banken |
| Festus           | Marco Aiello      | Nico Mamone      |

Gastdarsteller
| Rolle                 | Schauspieler        | Synchronsprecher   |
| --------------------- | ------------------- | ------------------ |
| Helen                 | Yvette Nicole Brown | Sandra Schwittau   |
| Mrs. Shapiro          | Renée Taylor        | Dagmar Heller      |
| Danny                 | Matt Angel          | Ricardo Richter    |
| Marty                 | Adam Kulbersh       | Sven Plate         |
| Melinda Murray        | Ellen Hollman       | Antje von der Ahe  |
| Ryder                 | Ryan Rottman        | Nico Sablik        |
| Mona Patterson        | Shirley Jones       | Luise Lunow        |
| Moose                 | Brandon Jones       | Valentin Stilu     |
| Ke$ha                 | Ke$ha               | Julia Kaufmann     |
| Meredith              | Britney Bailey      | Sarah Tkotsch      |
| Fawn Ponnie Leibowitz | Jennette McCurdy    | Anne Helm          |
| Gary                  | Clint Carmichael    | Tim Moeseritz      |
| Vizedirektor Dickers  | Rob Riggle          | Peter Flechtner    |
| Mason Thornesmith     | Charles Shaughnessy | Stefan Gossler     |
| Alan                  | Michael Adrian      | Dirk Stollberg     |
| Chad                  | Steven Crowley      | Marcel Mann        |
| Jarold Ardbeg         | Troy Doherty        | Patrick Keller     |
| Merl                  | Andrew Caldwell     | David Turba        |
| Mr. Mooney            | John O’Brien        | Olaf Reichmann     |
| Chris Burm            | Nathan Anderson     | Dennis Schmidt-Foß |

## Erstausstrahlung

### Staffelübersicht
| Staffel   | Episoden | Ausstrahlung (USA) Nickelodeon         | Ausstrahlung (D/A/CH)1 Nickelodeon                                                         |
| --------- | -------- | -------------------------------------- | ------------------------------------------------------------------------------------------ |
| Staffel 1 | 20       | 27. März 2010 bis 26. März 2011        | 29. August 2010 bis 13. Juni 2011                                                          |
| Staffel 2 | 13       | 2. April 2011 bis 26. Dezember 2011    | 15. Oktober 2011 bis 20. Oktober 2012                                                      |
| Staffel 3 | 14       | 3. Dezember 2011 bis 30. Juni 2012     | 6. Oktober 2012 bis 2. März 2013 (CH) 6. Oktober 2012 bis 8. März 2013 (DE/AT)             |
| Staffel 4 | 13       | 22. September 2012 bis 2. Februar 2013 | 8. Februar 2013 bis 28. September 2013 (DE/AT) 9. Februar 2013 bis 29. September 2013 (CH) |

Logo des Fernsehsenders Nickelodeon, in dem die deutsche Erstausstrahlung erfolgte

1 Viacom betreibt in Deutschland, Österreich und der Schweiz verschiedene Ableger des Fernsehsenders Nickelodeon. Daher kam es manchmal vor, dass die Erstausstrahlung einer Victorious-Folge nicht bei allen drei Fernsehsendern am selben Datum stattfand.

### Episoden
Die Episoden erzählen in rund 23 Minuten eine in sich abgeschlossene Geschichte, sodass sie sich mit Werbeunterbrechungen zur halbstündigen Ausstrahlung eignen. Die Ausstrahlungsreihenfolge entspricht weder im deutschsprachigen Raum noch in den Vereinigten Staaten der Produktionsreihenfolge. Die Erstausstrahlung der Episoden war in den Vereinigten Staaten meist samstags zur Hauptsendezeit auf Nickelodeon zu sehen, wobei nicht jede Woche eine neue Folge ausgestrahlt wurde. Beim deutschsprachigen Nickelodeon finden die Erstausstrahlungen der Folgen meist am Wochenende gegen Abend statt. Ab März 2012 wurde die erste Staffel der Serie beim österreichischen Fernsehsender ORF eins im Nachmittags-Programm gezeigt. In Deutschland, Österreich und der Schweiz wird die Serie zudem beim Bezahlfernsehsender Nicktoons ausgestrahlt.

### Mehrteilige Episoden
Zu Victorious wurden drei Folgen als mehrteilige Folgen produziert.
Die erste mehrteilige Folge, bestehend aus der 13. und 14. Episode der ersten Staffel, wurde am 26. November 2010 unter dem Namen Freak the Freak Out in den Vereinigten Staaten ausgestrahlt. Insgesamt 5,27 Millionen US-Amerikaner sahen die Erstausstrahlung der Folge. Im deutschsprachigen Raum wurde die Folge unter dem Titel Das hässliche Entlein am 5. Februar 2011 erstausgestrahlt. Die Folge Reise nach Yerba, die aus der sechsten und siebten Folge der zweiten Staffel besteht, wurde in den Vereinigten Staaten am 30. Juli 2011 unter dem Namen Locked Up zum ersten Mal ausgestrahlt und von 5,2 Millionen Zuschauern gesehen. In Deutschland, Österreich und der Schweiz wurde die Folge am 30. Juli 2012 erstmals gezeigt. Die dritte mehrteilige Folge Platinum für Tori wurde am 19. Mai 2012 in den Vereinigten Staaten unter dem Namen Tori Goes Platinum erstausgestrahlt. Diese besteht aus der elften und zwölften Folge der dritten Staffel. Insgesamt 3,8 Millionen Zuschauer sahen die Erstausstrahlung der Folge in den Vereinigten Staaten. Im deutschsprachigen Raum fand die Erstausstrahlung der Folge am 6. Oktober 2012 statt. Bei allen mehrteiligen Folgen führte Steve Hofer Regie und Dan Schneider schrieb das Drehbuch.

### Crossover
Am 29. August 2010 bestätigte Dan Schneider die Fertigstellung des Drehbuchs für einen Crossoverfilm von den beiden von Schneider produzierten Serien Victorious und iCarly. Das Crossover feierte am 4. Juni 2011 in Los Angeles Premiere und wurde am 11. Juni 2011 in den Vereinigten Staaten auf dem Fernsehsender Nickelodeon erstausgestrahlt. Die deutschsprachige Erstausstrahlung erfolgte am 1. Oktober 2011 durch Nickelodeon Deutschland. Die drei Teile des Crossovers werden als iCarly-Folgen gezählt, die Besetzung von Victorious wird dort mit einem Gastauftritt aufgeführt.

### Internationale Erstausstrahlung
Victorious wird bereits in über 40 verschiedenen Ländern in Nord- und Südamerika, Europa, Ostasien und Australien verbreitet. Neben den Vereinigten Staaten, Deutschland, Österreich und der Schweiz wird die Serie seit dem Jahr 2010 auch im Vereinigten Königreich, Irland, Kanada, Australien, Portugal, Spanien, Brasilien, Lateinamerika, Niederlande, Frankreich, Israel und in einigen osteuropäischen Staaten ausgestrahlt. Im Jahr 2011 fand die Erstausstrahlung der Serie in Südkorea sowie in der Türkei, Griechenland und Kroatien statt. Victorious wird in allen Ländern auf den jeweiligen regionalen Ablegern des US-amerikanischen Fernsehsenders Nickelodeon ausgestrahlt. In Kanada, Australien, Brasilien und Frankreich wird die Serie zusätzlich bei den Fernsehsendern YTV beziehungsweise Network Ten, Rede Globo und TF1 gezeigt. Seit dem Jahr 2012 wird die Serie zusätzlich in Japan bei dem Fernsehsender NHK und der Arabischen Welt beim Sender MBC 3 ausgestrahlt.

## Vertrieb

### DVDs
Zu Victorious wurden folgende DVDs produziert:
| Titel                       | Anzahl DVDs | Erscheinungsdatum (USA) | Erscheinungsdatum (DE) | Staffel | Episoden                              | Extras (DVD)                                                                     |
| --------------------------- | ----------- | ----------------------- | ---------------------- | ------- | ------------------------------------- | -------------------------------------------------------------------------------- |
| Season One, Volume One      | 2 DVDs      | 5. Juli 2011            | 8. März 2012           | 1       | 1–10                                  | Musikvideo: „Freak the Freak Out“ & „Beggin’ on Your Knees“, Hinter den Kulissen |
| Season Eins, Volume Zwei    | 2 DVDs      | 1. November 2011        | 6. September 2012      | 1       | 11–20                                 | iCarly: Party mit Victorious                                                     |
| Die komplette zweite Season | 2 DVDs      | 15. Mai 2012            | 3. Januar 2013         | 2       | 1–13                                  | Hinter den Kulissen                                                              |
| Season Drei, Volume Eins    | 2 DVDs      | –                       | 7. November 2013       | 3 + 4   | Staffel 3 1–10, 12, 13 Staffel 4: 1&2 |                                                                                  |

### CDs
Am 2. August 2011 wurde in den Vereinigten Staaten der erste Soundtrack unter dem Namen Victorious: Music from the Hit TV Show zur Serie veröffentlicht, welcher 13 Lieder, inklusive des Titelsongs Make It Shine beinhaltet. Der Soundtrack erreichte Platz 5 der amerikanischen und Platz 100 der deutschen Charts. In Deutschland erschien der Soundtrack am 7. Oktober 2011.
Das Musikmagazin CDstarts.de bewertet den Soundtrack mit fünf von insgesamt zehn möglichen Punkten. Die Kritikerin lobte vor allem die musikalische Leistung von Justice und ihren Co-Stars, die sich auf durchschnittlich gutem Niveau befinde. Einige der Lieder bewiesen dabei durchaus Radio- und vor allem Ohrwurmqualitäten, zur Charttauglichkeit fehle jedoch das gewisse Etwas. Die Kundenbewertungen des Soundtracks fallen im Allgemeinen positiv aus.
Am 5. Juni 2012 wurde der zweite Soundtrack Victorious 2.0 veröffentlicht.
Am 6. November 2012 wurde der dritte Soundtrack Victorious 3.0 veröffentlicht.

### Videospiele
In den Vereinigten Staaten wurde am 15. November 2011 für die Spielkonsole Xbox 360 von Microsoft und den Nintendo DS das erste Videospiel zur Serie veröffentlicht. Das Videospiel wird für die Xbox 360 unter dem Namen Time to Shine vermarktet, die Version für den Nintendo DS heißt Hollywood Arts Debut. Außer dem Namen unterscheiden sich die Spiele kaum voneinander. In Deutschland wurden beide Videospiele am 24. Februar 2012 veröffentlicht.
Am 13. November 2012 wurde in den Vereinigten Staaten das zweite Videospiel unter dem Namen Taking the Lead für die Spielkonsole Wii und den Nintendo DS veröffentlicht. Im deutschsprachigen Raum kam das Videospiel am 30. November 2012 auf den Markt.
In den Vereinigten Staaten werden beide Spiele durch das Unternehmen D3 Publisher vermarktet. Für die Veröffentlichung im deutschsprachigen Raum ist das Unternehmen NAMCO BANDAI Partners Germany GmbH verantwortlich.

### Vermarktung
Im Jahr 2011 wurden bei der American International Toy Fair erstmals verschiedene Produkte der Fernsehserie, darunter Puppen, Rollenspiele und Unterhaltungsprodukte, vorgestellt.
Am 14. Juni 2011 gab Nickelodeon die Markteinführung der Victorious-Produktlinie bekannt. In den Vereinigten Staaten und Kanada wurden während eines speziellen Zurück-zur-Schule-Zeitfensters, das von Juli bis September 2011 dauerte, in den meisten Filialen des US-amerikanischen Einzelhandelskonzern Wal-Mart verschiedene Produkte der Erfolgs-Fernsehserie verkauft. Der Einkaufskonzern bot über 250 verschiedene Victorious-Produkte, darunter Kleidung, Accessoires, Unterhaltungsprodukte, Schulbedarf, CDs und DVDs, der Serie an.
Im April 2012 sowie im Januar und Februar 2013 verschenkte die Fastfoodkette McDonald’s in den Vereinigten Staaten bei jeder Bestellung eines Happy Meals ein Victorious-Spielzeug.
Victorious ist die siebte Serie von Nickelodeon, für die Sakar lizenzierte Produkte herstellt. Mittlerweile wurden knapp 20 elektronische Merchandising-Produkte wie MP3-Player, Digitalkameras oder portable Karaoke-Systeme in Zusammenarbeit von Nickelodeon Consumer Products mit Sakar veröffentlicht.
Die CDs und DVDs der Serie werden zudem durch das Social-Commerce-Versandhaus Amazon verkauft. Bei iTunes werden sämtliche veröffentlichte Lieder und Episoden als Download angeboten. Aktuelle Folgen sind zudem unter nick.de abrufbar.

## Rezeption

### Zuschauerresonanz

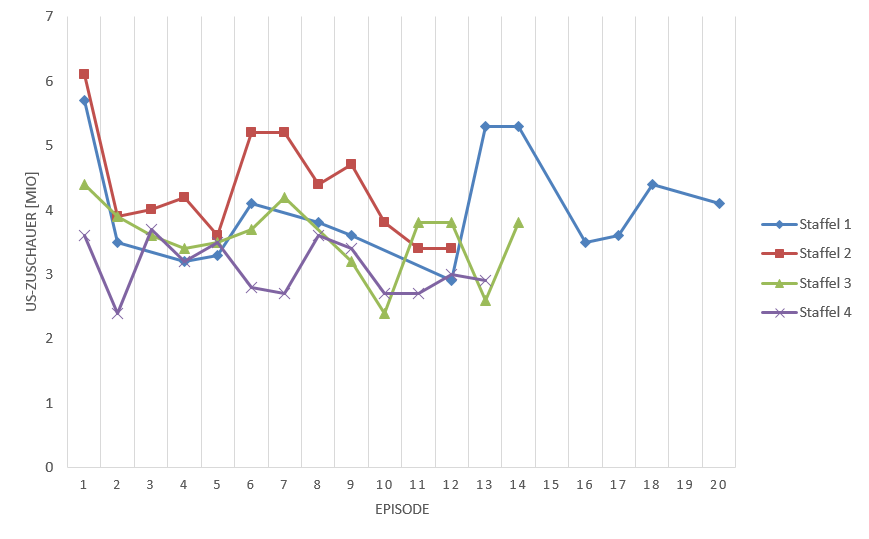
Zuschauerquoten in den Vereinigten Staaten

Bei der Internet Movie Database bewerteten über 5.000 Benutzer die Serie mit 6,8 von 10 möglichen Punkten, wobei Frauen im Allgemeinen eine positivere Bewertung abgaben als Männer.
Die Preview, die nach den Nickelodeon Kids’ Choice Awards am 27. März 2010 ausgestrahlt wurde, sahen 5,7 Millionen Menschen, was sie nach iCarly zur zweiterfolgreichsten Premiere einer Nickelodeon-Realfilmserie macht. Die erste regulär gesendete Folge wurde von 3,5 Millionen Zuschauern gesehen. Nach dem Special iCarly: iPsycho, das am 4. Juni 2010 ausgestrahlt wurde, erreichte Victorious mit 5,7 Millionen Zuschauern die zweithöchsten Einschaltquoten seit der Preview. Die erste Folge der zweiten Staffel, Ein Solo für 2, die am 2. April 2011 in den USA ausgestrahlt wurde, ist mit 6,1 Millionen Zuschauern die meistgesehene Folge der Serie.
Die Folgen der ersten Staffel verfolgten in den Vereinigten Staaten rund 3,9 Millionen Zuschauer. In der zweiten Staffel erhöhten sich die durchschnittlichen Einschaltquoten auf 4,3 Millionen Zuschauer pro Folge. Die Episoden der dritten Staffel wurden in den Vereinigten Staaten von durchschnittlich 3,6 Millionen Zuschauer gesehen. Die vierte und letzte Staffel erreichte durchschnittlich 3,1 Millionen Zuschauer pro Folge.
Victorious ist seit Beginn seiner Ausstrahlung im April 2010 in den Nickelodeon-Zielgruppen der Tweens (9–14) und Teens (12–17) zur meistgesehenen Serie seiner Sendezeit geworden.

### Kritik
Die Serie erhielt gemischte Bewertungen. Der Kritiker Brian Lowry vom Variety Magazine schrieb, dass Victorious mit Blick auf den hohlköpfigen Markt zusammengeschustert worden sei. Mark A. Perigard von der Boston Herald verlieh seiner Rezension den Titel „Victorious ein großer Verlierer“ und schrieb „Der Großteil der Besetzung ist nicht überzeugend, wahrscheinlich weil sie nach einem Drehbuch spielen, welches von Fünft-Klässlern stammen könnte.“ Roger Catlin von der Hartford Courant beschreibt Victorious als „harmlos, aber wenig unterhaltsam“. David Hinckley, Redakteur der Daily News sagte, dass Victorious der Serie iCarly sehr ähnlich sei. Er hoffe, dass die Serie im Verlauf der Zeit einen eigenen Charakter entwickeln werde. Linda Stasi von der New York Post stimmte zu, dass die Serie übertrieben sei und zum Teil kitschig wirke, glaubt aber, dass Victorious ein Tween-Hit werde.
Der Erfolg der Serie wurde vor allem der Hauptdarstellerin Victoria Justice zugeschrieben, deren Auftritt von den Kritikern einstimmig positiv aufgenommen wurde. So schrieb die Daily News: „Justice kann besser singen als schauspielern, die Serie verläuft nicht so flüssig wie iCarly. Jedoch hat Justice das Talent, welches für den nächsten großen Star benötigt wird.“ Perigard beschrieb sie als „eine zweifellos attraktive junge Frau“, und Lowry bemerkte: „Justice ist talentiert genug, um selbst Zuschauer zu gewinnen.“
Kritiker im deutschsprachigen Raum bewerten die Serie ebenfalls verschieden. Eine Autorin von cdstarts.de bemängelt an der Serie, dass die Handlung simpel und flach sei. Sie lobt allerdings die musikalischen Darbietungen der Serie, welche sich durchaus auf durchschnittlich gutem Niveau befindet, sowie den Soundtrack. Bei der Online-Videothek Maxdome wird Victorious positiv beschrieben: „Auch wenn die Story hier und da etwas kitschig wirkt, bietet sie genau die richtige Mischung aus Alltagsabenteuer und glamourösen Performances der Schüler.“

### Auszeichnungen und Nominierungen

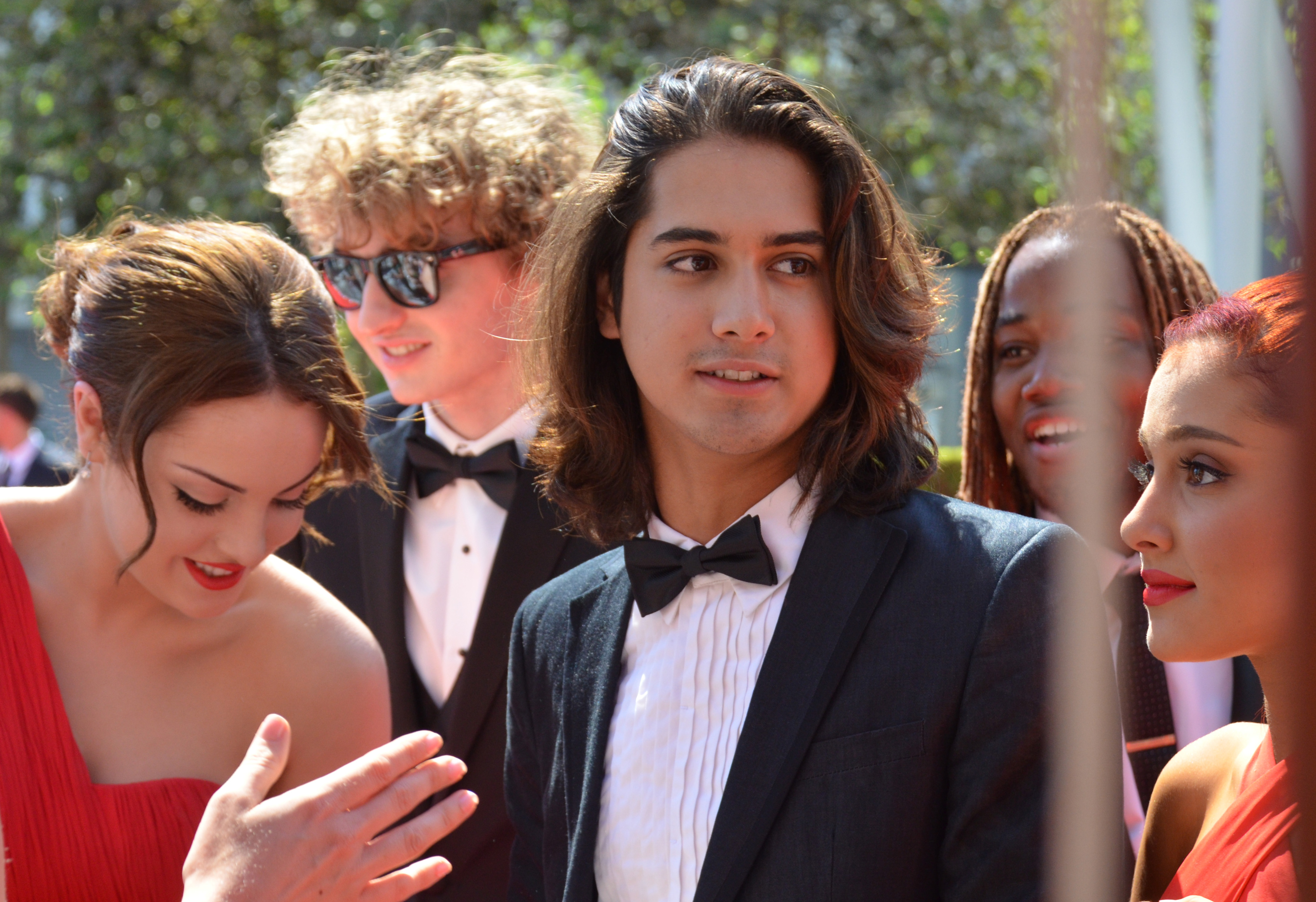
Ein Teil der Besetzung bei der 64. Emmy-Verleihung am 15. September 2012 (v. l. n. r.: Gillies, Reid, Jogia, Thomas III und Grande)

Victorious und dessen Besetzung wurden bereits für verschiedene Auszeichnungen in den Vereinigten Staaten, Großbritannien, Mexiko und Argentinien nominiert, darunter mehrere Nominierung für den Emmy Award in den Jahren 2011 und 2012. Nachfolgende Liste beinhaltet alle Auszeichnungen und Nominierungen der Serie:

#### Auszeichnungen
Nickelodeon Kids’ Choice Awards (USA)
- 2012: Auszeichnung in der Kategorie Favorite TV Show für Victorious
- 2013: Auszeichnung in der Kategorie Favorite TV Show für Victorious

Nickelodeon Kids’ Choice Awards (ARG)
- 2012: Auszeichnung in der Kategorie International TV Show für Victorious

Nickelodeon Kids’ Choice Awards (AUS)
- 2013: Auszeichnung in der Kategorie Favorite Nick Star für Victoria Justice

Nickelodeon Kids’ Choice Awards (MEX)
- 2013: Auszeichnung in der Kategorie Favorite International Show für Victorious

#### Nominierungen
Teen Choice Award
- 2010: Nominierung in der Kategorie Choice TV Breakout Show für Victorious
- 2010: Nominierung in der Kategorie Choice Smile für Victoria Justice

J-14’s Teen Icon Awards
- 2010: Nominierung in der Kategorie Iconic TV Actress für Victoria Justice

Nickelodeon Kids’ Choice Awards (UK)
- 2011: Nominierung in der Kategorie Nick UK’s Favourite TV Show für Victorious
- 2011: Nominierung in der Kategorie Nick UK’s Funniest Person für Matt Bennett

Nickelodeon Kids’ Choice Awards (USA)
- 2011: Nominierung in der Kategorie Favorite TV Actress für Victoria Justice
- 2012: Nominierung in der Kategorie Favorite TV Actress für Victoria Justice
- 2013: Nominierung in der Kategorie Favorite TV Actress für Victoria Justice

Imagen Award
- 2011: Nominierung in der Kategorie Best Young Actress/Television für Victoria Justice

Emmy Award
- 2011: Nominierung in der Kategorie Outstanding Children’s Program für Victorious
- 2012: Nominierung in der Kategorie Outstanding Children’s Program für Victorious
- 2012: Nominierung in der Kategorie Outstanding Hairstyling for a Multi-Camera Series Or Special für die Episode Keiner will den 1. April
- 2012: Nominierung in der Kategorie Outstanding Makeup for a Multi-Camera Series Or Special (Non-Prosthetic) für die Episode Keiner will den 1. April

ALMA Awards
- 2011: Nominierung in der Kategorie Favorite TV Actress – Leading Role in a Comedy für Victoria Justice
- 2012: Nominierung in der Kategorie Favorite TV Actress – Leading Role in a Comedy für Victoria Justice

British Academy Children’s Awards
- 2011: Nominierung in der Kategorie BAFTA Kid’s Vote: TV für Victorious

Youth Rocks Awards
- 2011: Nominierung in der Kategorie Rockin’ Ensemble Cast (TV/ Comedy) für Victorious

Artios Awards
- 2012: Nominierung in der Kategorie Outstanding Achievement in Casting – Children’s Series Programming für Krisha Bullock & Jennifer Treadwell

NAACP Image Awards
- 2012: Nominierung in der Kategorie Outstanding Performance in a Youth/Children’s Program (Series or Special) für Leon Thomas III

Do Something Awards
- 2012: Nominierung in der Kategorie TV Star: Female für Victoria Justice

Nickelodeon Kids’ Choice Awards (MEX)
- 2012: Nominierung in der Kategorie Favorite International Show für Victorious

Nickelodeon Kids’ Choice Awards (AUS)
- 2013: Nominierung in der Kategorie Favorite Nick Star für Ariana Grande

Young Artist Award
- 2013: Nominierung in der Kategorie Best Performance in a TV Series – Recurring Young Actor 17-21 für Mikey Reid
- 2013: Nominierung in der Kategorie Best Performance in a TV Series – Guest Starring Young Actress 17-21 für Jennifer Veal
- 2013: Nominierung in der Kategorie Best Performance in a TV Series – Guest Starring Young Actor 11-13 für Parker Contreras
- 2013: Nominierung in der Kategorie Best Performance in a TV Series – Guest Starring Young Actor 11-13 für Joe D’Giovanni
- 2013: Nominierung in der Kategorie Best Performance in a TV Series – Guest Starring Young Actress Ten and Under für Sage Boatright
- 2013: Nominierung in der Kategorie Best Performance in a TV Series – Guest Starring Young Actress Ten and Under für Ryan Lee